# ژوزف مورفی
ژوزف مورفی (به انگلیسی: Joseph Murphy) (۱۸۹۸–۱۹۸۱) روانشناس و نویسنده‌ی ایرلندی بود.

## زندگی‌نامه
ژوزف مورفی در ۲۰ مه ۱۸۹۸ در ایرلند متولد شد. وی در زمینه الهیات و شیمی در ایرلند و آمریکا تحصیل کرد. وی دکترای روان‌شناسی خود را از دانشگاه کالیفرنیای جنوبی دریافت کرد. او عضو اندیشه نو و کلیسای علوم الهی بود. مورفی بیش از ۳۰ کتاب نوشت. ژوزف مورفی در ۱۶ دسامبر ۱۹۸۱ درگذشت.

## کتاب‌های ترجمه شده به فارسی
- قدرت فکر ۱ _ ترجمه ی هوشیار رزم آرا _ انتشارات سپنج
- قدرت فکر ۲ _ ترجمه ی هوشیار رزم آرا _ انتشارات سپنج
- قدرت فکر ۳ _ ترجمه ی هوشیار رزم آرا _ انتشارات سپنج
- قدرت پول _ ترجمه ی هوشیار رزم آرا _ انتشارات سپنج
- غیر ممکن ، ممکن است ! _ ترجمه ی هوشیار رزم آرا _ انتشارات سپنج
- پول و موفقیت نامحدود _ ترجمه ی مریم کاظمی تبار _ انتشارات نیک فرجام
- نیروی تفکر مثبت _ ترجمه ی هوشیار رزم آرا _ انتشارات سپنج
- تقویت و تمرکز فکر _ ترجمه ی هوشیار رزم آرا _ انتشارات سپنج
- نیروی تخیل مثبت _ ترجمه ی هوشیار رزم آرا _ انتشارات سپنج
- قدرت ذهن ناخودآگاه -ترجمه محسن شعباني _انتشارات يوشيتا